# 紫癜
紫癜（purpura）又稱紫瘢、紫斑，是直径为3～5毫米的皮肤或黏膜下的血液淤积，压之不退色。小于3毫米大小的紅色或紫色血塊為瘀點（petechia）或出血点，大于10毫米的為瘀斑（ecchymosis）或出血斑。
紫癜常发于学龄儿童，是小儿出血性疾病中一种常见的疾病。

## 分类
紫癜可出现多种疾病，可分为两类：
- 血小板减少性紫癜：由于血小板减少而发生的皮肤、黏膜和其他组织的自发性出血；部分病人在感染、中毒、药物影响、骨髓功能减退或脾功能亢进时候发病，部分病因未明，可能与免疫因素有关。对病因未明的病人在发作期用肾上腺皮质激素治疗，输新鲜血液或补充血小板，必要时须切除脾脏。

- 血管性紫癜：特征为血小板不减少而血管壁的通透性显著增加；最常见的是过敏性紫癜，也称许兰·亨诺（Henoch–Schönlein）紫癜，是由感染、药物或食物引起的一种毛细血管变态反应疾病；除了皮肤、黏膜出血外，常伴有胃肠或关节的出血，肾炎，以及寻麻疹。可用肾上腺皮质激素、抗组胺药物等治疗。

## 檢驗
- 全血細胞計數
- 血小板計數

## 相关连接
- What is purpura?（什么是紫斑？） （页面存档备份，存于） （英文）
- Causes of purpura（紫斑的造成原因） （页面存档备份，存于） （英文）